# Купіль хрестильна

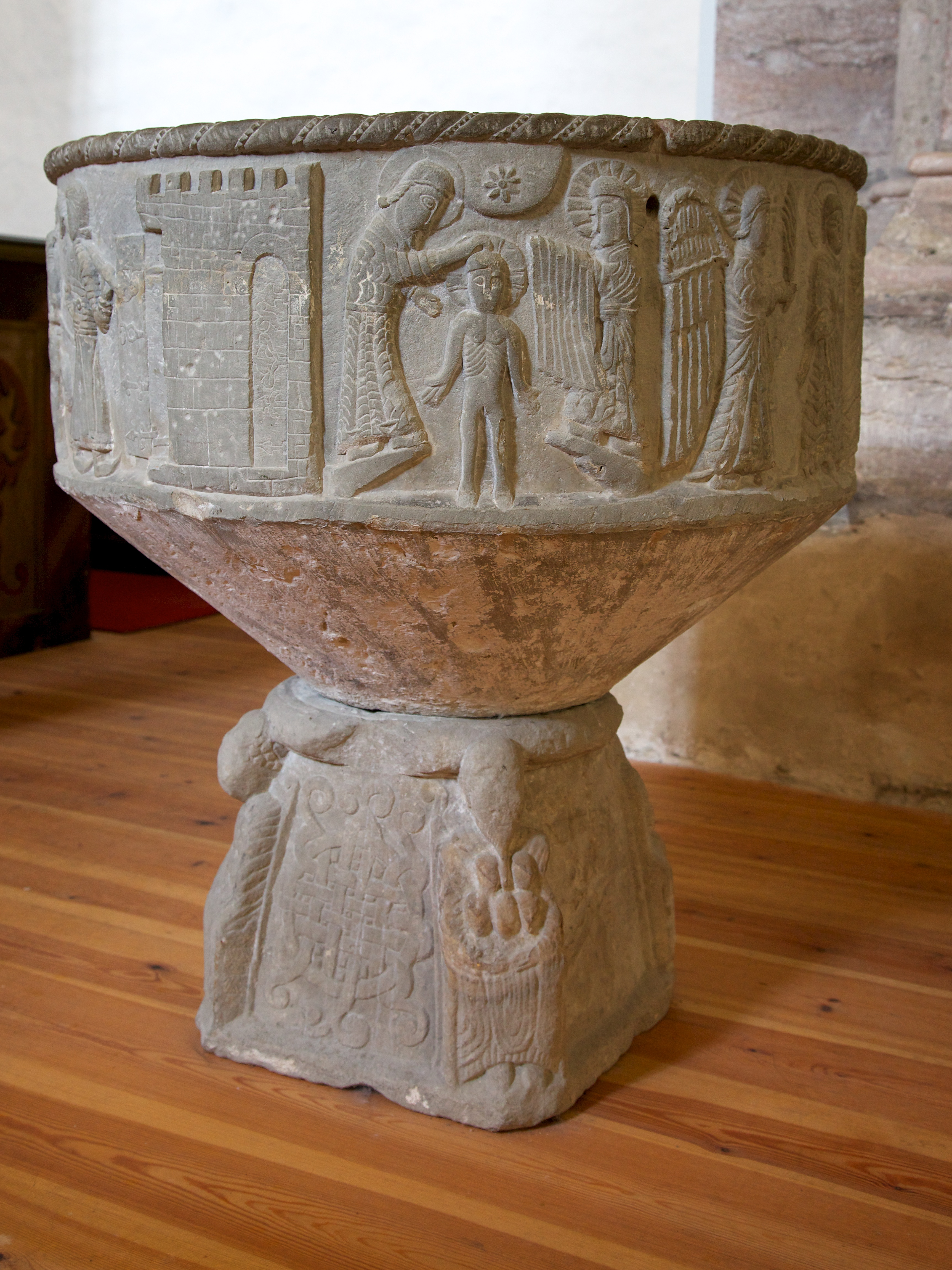
Романська купіль для хрещення з церкви Гретлінгбо, Швеція, вирізьблена Сіграфом, скульптором, який спеціалізувався на хрестильних купелях. Кінець XII — початок XIII ст.

Ку́піль (хрещальний басейн) — посудина чи заглибина зі святою водою, яка використовується під час звершення таїнства хрещення. В залежності від історичної епохи, в яку створювалися купелі, вони можуть мати різні розміри і форму, можуть бути рухомими або стаціонарними (тобто вбудованими в підлогу баптистерію чи церкви).
Впродовж історії християнства, з практичних міркувань, принципи спорудження і розмір хрещальної купелі змінювався:
- Протягом перших століть існування християнства хрещення здійснювали всюди, де було достатньо води для повного занурення, — у природних водоймах (наприклад, у річках, в морі) або в приватних купелях.
- Згодом через зростання кількості новонавернених по всій Римській імперії для звершення обряду почали споруджувати окремі будівлі — баптистерії, всередині яких облаштовували купелі. Один з найдавніших розкопаних археологами баптистеріїв знаходиться в Сирії на берегах річки Євфрат і датується приблизно 230 р. н. е. Практика спорудження баптистеріїв набула широкого поширення після проголошення християнства державною релігією Римської імперії на початку IV сторіччя. Той факт, що хрещення приймали, переважно, дорослі люди, а також масовий характер звершення обряду, визначали досить великі розміри басейну, який здатний був вмістити одночасно кількох людей і був достатньо глибокий для занурення дорослої людини. Купіль найчастіше була вмурована в підлогу баптистерію, який, в свою чергу, споруджували окремо від основної будівлі церкви, за формою хрещальні басейни могли бути квадратними, прямокутними, круглими або набувати форму шестигранника, восьмигранника чи хреста.
- Починаючи з IX сторіччя н. е. в результаті християнизації основної маси населення, великі розміри хрещальних басейнів почали втрачати своє практичне значення, позаяк більшість людей приймали хрещення ще в дитячому віці. Купіль набула форми великої посудини, яка часто була рухомою, хоча могла бути також і стаціонарною. Купіль більше не потребувала великої площі і розташовувалась в межах церкви (переважно ближче до входу), внаслідок чого відпадала потреба в спорудженні окремої будівлі баптистерію.